# Burckella polymera
Burckella polymera är en tvåhjärtbladig växtart som beskrevs av Pieter van Royen. Burckella polymera ingår i släktet Burckella och familjen Sapotaceae. Inga underarter finns listade i Catalogue of Life.